# Adriaen Paets (1657-1712)

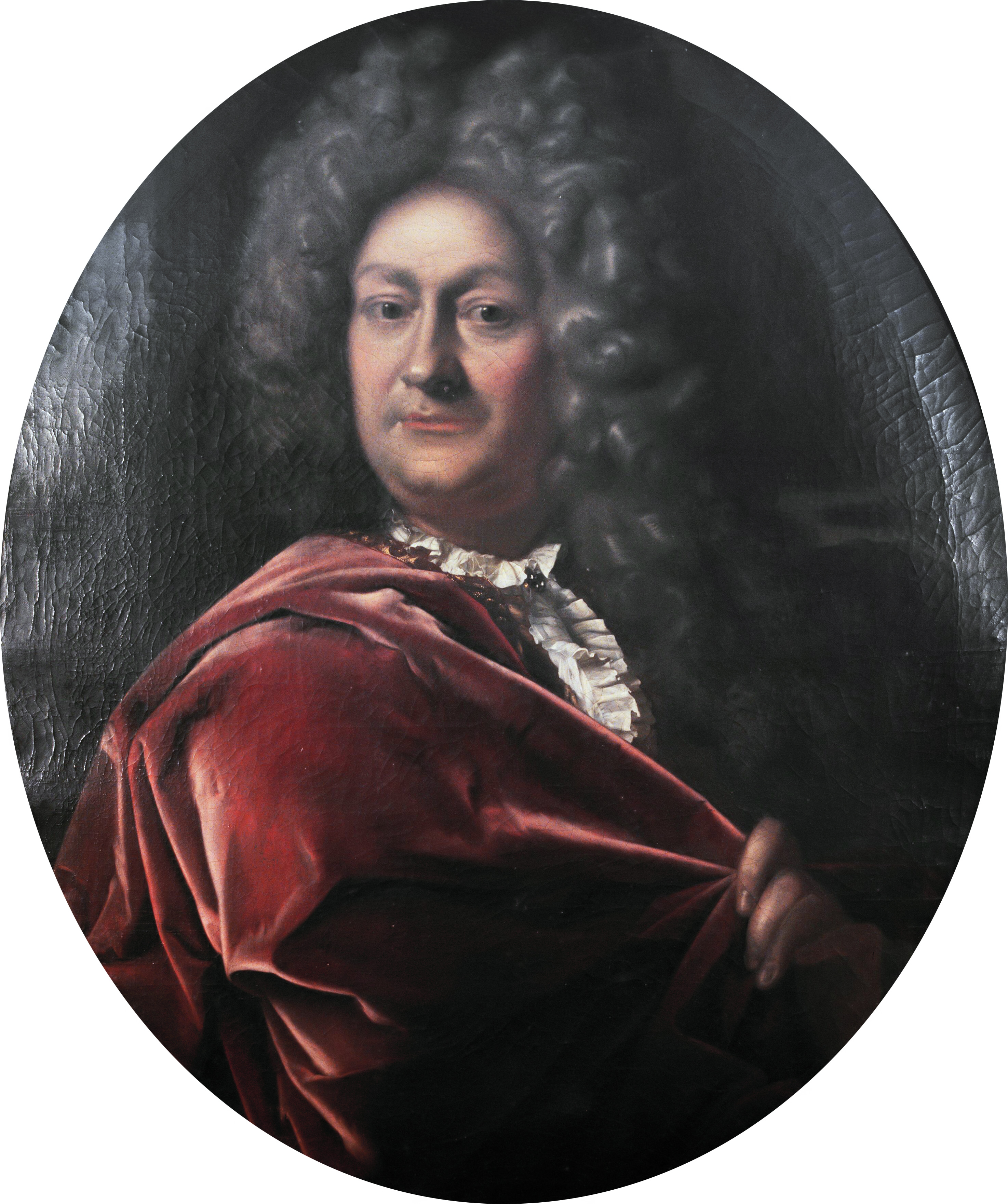
Adriaen Paets

Adriaen Paets (1657 – 1712) was een Rotterdams regent, in 1703 gekozen tot bewindhebber van de VOC-Kamer Rotterdam, en was tevens ambachtsheer van Schoterbosch.
Adriaen Paets junior was de zoon van Adriaen Paets (1631-1686), en was internationaal bekend als verzamelaars van classicistische schilderijen. Hij bezat zes werken van Adriaen van der Werff, de eerste al in 1685 aangeschaft, schilderijen van diens broer Pieter, twee stukken van de uit Luik afkomstige schilder Gerard de Lairesse, een op Frankrijk georiënteerde classicist, en verder werk van Franse en Italiaanse schilders. Een jaar na zijn dood in 1713 kwam deze schilderijenverzameling overigens onder de veilinghamer.
In navolging van zijn vader heeft hij de Franse filosoof Pierre Bayle in Rotterdam nog jaren financieel ondersteund.

## Schilderij
Het portret is van de hand van Pieter van der Werff, en is tussen 1695 en 1722 vervaardigd. Het behoort tot een reeks portretten van bewindvoerders van de VOC te Rotterdam afkomstig uit het Oostindië-Huis aan de Boompjes; collectie Rijksmuseum Amsterdam.